# Cerros de la Calera
Cerros de la Calera es una localidad uruguaya del departamento de Rivera.

## Ubicación
Esta zona del departamento de Rivera se ubica sobre Ruta Nacional Número 28 (coronel Andrés Latorre), precisamente en el km 56 de la misma. Próximo al Bañado de los Gómez; A 71 km de distancia de la capital departamental, la ciudad de Rivera, y a 23 km de la localidad de Minas de Corrales.

## Historia
Lleva el nombre “Cerros de la calera" (o comúnmente conocida como “La Calera") ya que, en su momento, la principal actividad, además de la ganadería, era la producción de cal para la construcción. Trabajo que se realizaba quemando las piedras calizas de la región, en grandes hornos inmersos en cerritos de la zona. Por ello lleva dicho nombre. 
La localidad cuenta con una escuela rural, la Número 13.

## Población
Según el censo de 2011, la localidad contaba con una población de 88 habitantes.
| --            | 136 | 88 |
| (Fuente: INE) |     |    |